# Crematieoven

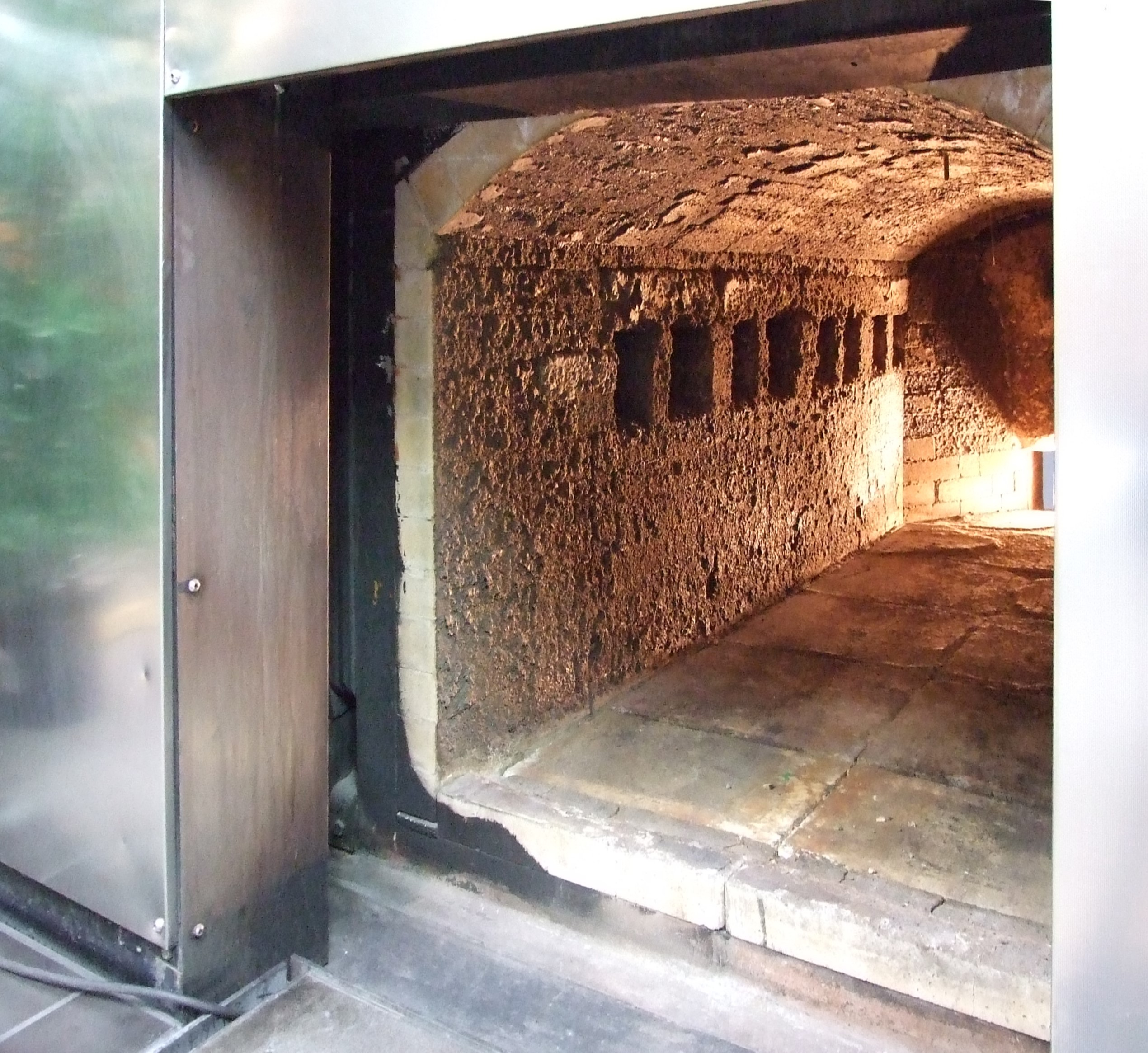
Ovenkamer crematieoven

Een crematieoven is een oven voor lijkverbrandingen in een crematorium.

## Werking
In Nederland worden crematieovens voornamelijk gestookt met aardgas. In andere landen wordt ook biodiesel gebruikt, bijvoorbeeld in Scandinavië. Er is qua temperatuur geen verschil tussen deze crematieovens, die ligt bij alle tussen de 800–1100 graden Celsius. 
Een crematie duurt na invoering van het stoffelijk overschot ongeveer anderhalf uur. Het lichaam verteert niet door vlammen maar door hitte. Crematieovens met een koude of warme start moeten eerst afkoelen voordat de restanten en eventueel orthopedisch materiaal kunnen worden geruimd.
Nadat de restanten zijn afgekoeld worden deze geruimd en opgevangen in een aspan. Deze aspan wordt in een aspankoelkast geplaatst. Na afkoeling gaan de restanten door een cremulator heen, waarna er 2,5 tot 3 kg as overblijft.

## Soorten
Er zijn vier typen crematieoven:
- Bij een warmestart elektrische crematieoven wordt de oven voorverhit naar 650 graden Celsius.
- Bij een koudestart-crematieoven wordt de oven voorverhit naar 450 graden Celsius.
- Bij een warmestart-crematieoven wordt de oven voorverhit tot 650 graden Celsius.
- Bij een doorvalcrematieoven is de oven al verhit tot 800 graden Celsius. Deze temperatuur blijft constant; daardoor kunnen dit soort ovens continu gebruikt worden.

In Nederland worden koudestart- en warmestart-crematieovens gebruikt. De doorvalcrematieoven komt veel voor in Duitsland, daar is het wettelijk toegestaan om dag en nacht verbrandingen uit te voeren.